# Rachael Jefferies
Rachael Jefferies (ur. 2 września 1987 r. w Oksfordzie) – brytyjska wioślarka.

## Osiągnięcia
- Mistrzostwa Świata Juniorów – Brandenburg 2005 – ósemka – 3. miejsce[1].
- Mistrzostwa Świata U-23 – Glasgow 2007 – czwórka bez sternika – 3. miejsce[1].
- Mistrzostwa Świata U-23 – Račice 2009 – ósemka – 1. miejsce[1].
- Mistrzostwa Europy – Brześć 2009 – ósemka – 7. miejsce[1].